# 刘凤之
刘凤之（1963年—），汉族，中华人民共和国政治人物、第十一届全国政协委员。
加入九三学社，担任九三学社辽宁省葫芦岛市委主委、中国农业科学院果树研究所副所长。2008年，当选第十一届全国政协委员，代表农业界，分入第三十九组。2018年1月，当选第十三届全国政协委员。